# Tennistoernooi van Sydney 1996
|                                       |  |                                    |
| Monica Seles, winnares bij de vrouwen |  | Todd Martin, winnaar bij de mannen |

Het tennistoernooi van Sydney van 1996 werd van maandag 8 tot en met zondag 14 januari 1996 gespeeld op de hardcourt-buitenbanen van het White City Stadium in de Australische stad Sydney. De officiële naam van het toernooi was Peters International. Het was de 104e editie van het toernooi.
Het toernooi bestond uit twee delen:
- WTA-toernooi van Sydney 1996, het toernooi voor de vrouwen
- ATP-toernooi van Sydney 1996, het toernooi voor de mannen

ATP-toernooi van Sydney – WTA-toernooi van Sydney

Toernooien sinds 1990:
1990 · 1991 · 1992 · 1993 · 1994 · 1995 · 1996 · 1997 · 1998 · 1999 · 2000 · 2001 · 2002 · 2003 · 2004 · 2005 · 2006 · 2007 · 2008 · 2009 · 2010 · 2011 · 2012 · 2013 · 2014 · 2015 · 2016 · 2017 · 2018 · 2019 · 2020 · 2021 · 2022